# Kościół św. Małgorzaty w Krzywej Wsi
Kościół świętej Małgorzaty w Krzywej Wsi – rzymskokatolicki kościół filialny należący do parafii Świętych Apostołów Piotra i Pawła w Lędyczku (dekanat Jastrowie diecezji koszalińsko-kołobrzeskiej).
Jest to świątynia poewangelicka wzniesiona w stylu neogotyckim w 1914 roku, poświęcona została w 1945 roku. 
Charakteryzuje się wysmukłą wieżą i została zbudowana na miejscu wcześniejszej budowli z XV wieku.